# Rocky Ridge, Ohio
Rocky Ridge là một làng thuộc quận Ottawa, tiểu bang Ohio, Hoa Kỳ. Năm 2010, dân số của làng này là 417 người.

## Dân số
- Dân số năm 2000: 389 người.
- Dân số năm 2010: 417 người.